# Diana Bianchedi
Diana Bianchedi (ur. 4 listopada 1969 w Mediolanie) – włoska florecistka oraz szpadzistka, dwukrotna złota medalistka olimpijska i wielokrotna medalistka mistrzostw świata.
Na igrzyskach olimpijskich w Barcelonie w 1992 roku reprezentacja Włoch w składzie: Giovanna Trillini, Margherita Zalaffi, Francesca Bortolozzi, Diana Bianchedi i Dorina Vaccaroni zdobyła złoty medal w zawodach drużynowych. Na rozgrywanych cztery lata później igrzyskach olimpijskich w Atlancie była dziewiąta indywidualnie. Brała też udział w igrzyskach olimpijskich w Sydney w 2000 roku, gdzie wspólnie z Giovanną Trillini i Valentiną Vezzali zdobyła drużynowo kolejny złoty medal. W rywalizacji indywidualnej zajęła tym razem szóste miejsce.
Podczas mistrzostw świata w Denver w 1989 roku wspólnie z Francescą Bortolozzi, Giovanną Trillini i Margheritą Zalaffi wywalczyła drużynowo brązowy medal. W tej samej konkurencji Włoszki z Bianchedi w składzie zdobywały następnie złote medale na mistrzostwach świata w Budapeszcie (1991), mistrzostwach świata w Kapsztadzie (1997), mistrzostwach świata w Chaux de Fonds (1998) i mistrzostwach świata w Nîmes (2001), srebrne podczas mistrzostw świata w Atenach (1994) i mistrzostw świata w Hadze (1995) oraz brązowy na mistrzostwach świata w Essen (1993). Ponadto zdobywała brązowe medale indywidualnie na MŚ w Hadze w 1995 roku (wyprzedziły ją Rumunka Laura Badea i Giovanna Trillini) oraz MŚ w Kapsztadzie dwa lata później (wyprzedziły ją Trillini i Niemka Sabine Bau).
Kilkukrotnie zdobywała też medale mistrzostw Europy, w tym złote drużynowo na mistrzostwach Europy w Bolzano w 1999 roku i mistrzostwach Europy w Koblencji w 2001 roku.